# Elfsborgs Läns Allehanda
Elfsborgs Läns Allehanda (ELA), efterföljare till Elfsborgs Läns Annonsblad, opolitisk lokal tidning i Vänersborg, etablerad 1886 som gavs ut till 1984. 
Elfsborgs Läns Allehanda, som kom ut från 1984 ägdes sedan 1985  av Vestmanlands Läns Tidning, och samverkade med Trollhättans Tidning och kom ut måndag - fredag. 
Sedan 4 december 2004 är dessa två tidningar sammanslagna till den nya tidningen TTELA som utkommer måndag - lördag.